# Kips Bay Towers

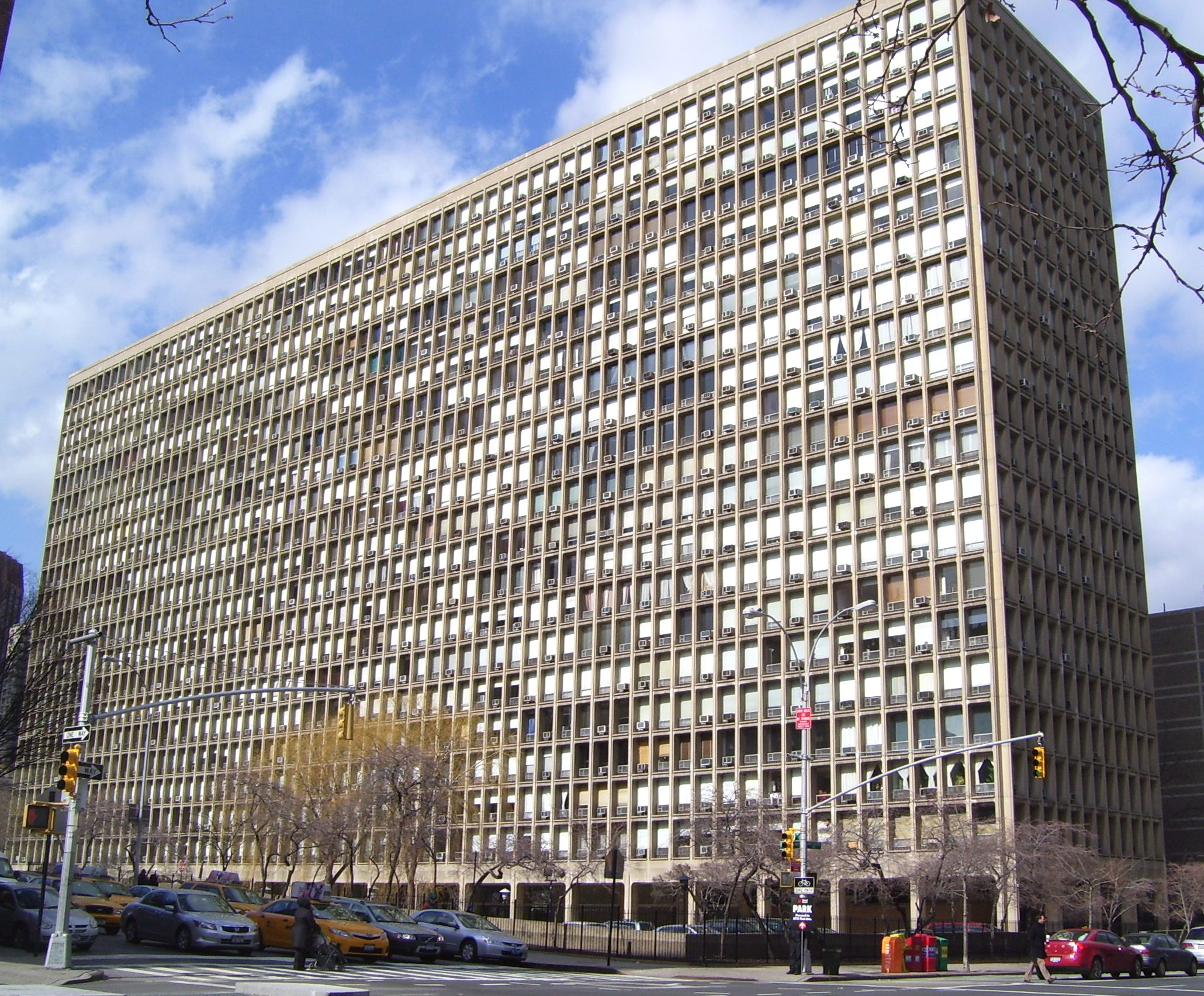
Bâtiment sud des Kips Bay Towers.

Les Kips Bay Towers sont une copropriété de deux bâtiments située dans le quartier de Kips Bay à Manhattan, aux États-Unis.
Elle a été conçue par les architectes Ieoh Ming Pei, S. J. Kessler et James Ingo Freed.
La copropriété est parfois appelée Kips Bay Plaza quand elle est associée avec d'autres bâtiments proches.